# Mondement-Montgivroux
Mondement-Montgivroux é uma comuna francesa na região administrativa do Grande Leste, no departamento de Marne. Estende-se por uma área de 7.37 km², e possui 29 habitantes, segundo o censo de 2018, com uma densidade de 3.9 hab/km².